# San Antonio Pumas
O San Antonio Pumas foi um time americano de futebol fundado em 1988 como San Antonio Heat na liga SISL. Eles se tornaram o San Antonio Generals antes da temporada de 1989/90 e, em seguida, o San Antonio Pumas antes da temporada externa de 1993. Eles foram extintos após a temporada de 1998.

## História

### San Antonio Heat
Em 1988, o San Antonio Heat entrou na Southwest Indoor Soccer League para a temporada de 1988-89 . O Heat foi colocado na Divisão Central com o Austin Sockadillos e Houston Express.  A equipe teve menos sucesso durante a temporada de 1989, terminando em sexto, mas ainda assim fora da disputa do play off.

### San Antonio Generals
No outono de 1989, a equipe passou a ser gerida por uma nova administração e a equipe  foi renomeada para San Antonio Generals. No verão de 1990, os Generals terminaram em terceiro na Divisão Leste, mas perderam para o Austin Sockadillos na primeira rodada dos playoffs.    Em 1992, Randall Schulze comprou a equipe. San Antonio passou uma última temporada com esse nome em 1992-1993, terminando fora da disputa do playoff. 

### San Antonio Pumas
Na primavera de 1993, a equipe foi renomeada para Pumas. Sob o comando do técnico Mario Degl'Innocenti, a equipe novamente terminou com 8–8 durante a temporada de 1993 ao ar livre. Naquela temporada, eles jogaram oito jogos em casa no Blossom Athletic Center e um no Harlandale Memorial Stadium.  Em 1994, o proprietário do Pumas, Randall Schulze, trouxe Hisham Alisaleh como treinador principal e mudou a equipe para a USISL D-3 Pro League . A equipe continuou a jogar seus jogos em casa no Blossom Athletic Center.  Nesta temporada, o Pumas viu uma melhora na forma, terminando em 11–7, apenas para cair para o DFW Toros na primeira rodada dos playoffs.  A equipe entrou na temporada de 1995 pouco mudou desde 1994 e melhorou para 13–7 apenas para cair na primeira rodada dos playoffs mais uma vez, desta vez para o El Paso Patriots .  No entanto, a equipe experimentou alguma polêmica quando o dono lançou três titulares no meio da temporada, depois que os três jogadores confrontaram Schulze sobre questões de trabalho e salários. Na época, a equipe contava com cinco jogadores lesionados. Isso fez com que outro jogador deixasse o time imediatamente e mais dois que o deixassem alguns dias depois.   Em abril de 1996, Dave Masterson assumiu o controle da equipe depois que Schulze entrou com pedido de concordata.  Masterson trouxe George Price como treinador principal e a equipe jogou seus jogos em casa no University of the Incarnate Word Stadium.  Em junho de 1996, Price deixou a equipe por algumas semanas. Em sua ausência, o assistente técnico Lance Noble atuou como técnico interino. Em 1997, a equipe começou a temporada com um novo proprietário, Edward C. Nicholson. A equipe também voltou ao Harlandale Memorial Stadium.  Infelizmente, Nicholson repetiu os problemas financeiros das temporadas anteriores ao perder dias de pagamento para jogadores e treinadores.  Ele também não conseguiu adquirir seguro de responsabilidade civil que levou ao cancelamento de um jogo.  Em meados de junho de 1997, Giovanni De Avila, chefe da America of Houston Corporation, comprou a equipe da Nicholson. Ele pagou todas as dívidas do Pumas e trouxe o jogador mexicano da Copa do Mundo Francisco Javier Cruz  No entanto, De Avila atrasou os pagamentos ao Harlandale Memorial Stadium, o que levou os Pumas a se mudarem para a Fox Tech High School no meio da temporada.  Enquanto a equipe continuava a busca por um estádio adequado, o treinador ordenou que os jogadores deixassem o campo na segunda metade de um jogo de 28 de julho de 1996 contra o Austin Lone Stars .  Apesar da turbulência, o time terminou a temporada em 7–10, o que os colocou nos playoffs.  No primeiro jogo dos playoffs, que o Pumas venceu por 4–3 sobre o Texas Toros, Francisco Javier Cruz, agora treinador principal, foi preso depois de entrar em campo para enfrentar um árbitro.  Poucos dias depois, o time foi forçado a desistir do jogo quando a liga descobriu que havia usado um jogador não listado na lista do dia do jogo.  Em abril de 1999, Da Avila transferiu a propriedade do Pumas para o ex-técnico Guillermo Espinosa.  Era tarde demais para permitir que Espinosa entrasse na equipe da USISL na temporada de 1999, mas pretendia retornar em 2000. Dificuldades financeiras o impediram de fazê-lo e a equipe encerrou suas atividades.